# 公民館
公民館（こうみんかん）は、日本において社会教育法の規定に基づき設置されている社会教育施設。地域住民が深く関わる点を特色とする日本の施設である。

## 概要
公民館は社会教育活動において利用される社会教育施設で社会教育法において規定されている。
社会教育行政の所管のもとで社会教育活動において利用される施設を、狭義の社会教育施設といい、公民館のほか図書館、博物館、青少年教育施設、女性教育施設、生涯学習センターなどを含む。また、社会教育行政が所管していない社会教育関係施設や社会教育関連施設（博物館類似施設や社会体育施設、民間体育施設、文化会館、保健所や児童館などの行政が管理する施設、カルチャーセンターやスポーツクラブなどの民間施設など）を含めて広義の社会教育施設という。
公民館は、市町村ないしは特別区が設置する（社会教育法第21条第1項）。市町村（特別区を含む）が設置する場合を除くほか、公民館の設置を目的とする一般社団法人・一般財団法人でなければ設置することができない（社会教育法第21条第2項）。
一方、社会教育法第42条に規定する公民館に類似する施設を公民館類似施設といい、公民館に類似する施設は、何人もこれを設置することができるとされている。より気軽に住民が利用でき、高齢者の孤立を避けるなどの目的を兼ねた集いの場として、個人が「Co-Minkan」を開く運動がある。いわば「私設公民館」で、デンマークの教育施設フォルケホイスコーレを参考にしている。

## 法制度

### 目的
公民館は、市町村その他一定区域内の住民のために、実際生活に即する教育、学術および文化に関する各種の事業を行い、もって住民の教養の向上、健康の増進、情操の純化を図り、生活文化の振興、社会福祉の増進に寄与することを目的とする（社会教育法第20条）。

### 事業
公民館は、目的達成のために、おおむね、次に掲げる事業を行う（社会教育法第22条本文）。
1. 定期講座を開設すること。
2. 討論会、講習会、講演会、実習会、展示会等を開催すること。
3. 図書、記録、模型、資料等を備え、その利用を図ること。
4. 体育、レクリエーション等に関する集会を開催すること。
5. 各種の団体、機関等の連絡を図ること。
6. その施設を住民の集会その他の公共的利用に供すること。

### 運営方針
公民館は、公共の施設であることから、次の行為を行ってはならない（社会教育法第23条第1項参照）。
1. もっぱら営利を目的として事業を行い、特定の営利事業に公民館の名称を利用させその他営利事業を援助すること。
2. 特定の政党の利害に関する事業を行い、または公私の選挙に関し、特定の候補者を支持すること。

また、市町村または特別区の設置する公民館は、特定の宗教を支持し、または特定の教派、宗派若しくは教団を支援してはならない（社会教育法第23条第2項）。

## 歴史
公民館が制度として発足するのは1946年（昭和21年）である。第二次世界大戦前から「公民館」と呼ばれる文化活動施設はあったが、単独の施設で日本各地に制度化されていたわけではない。
公民館の歴史について、小山忠弘は胎生期、創設期、普及期、整備期、転換期（再構築期）に分け、胎生期に後述の水沢公民館の例を含める。一方、全国公民館連合会の時期区分は昭和20年代の黎明期から始まっている。

### 水沢公民館

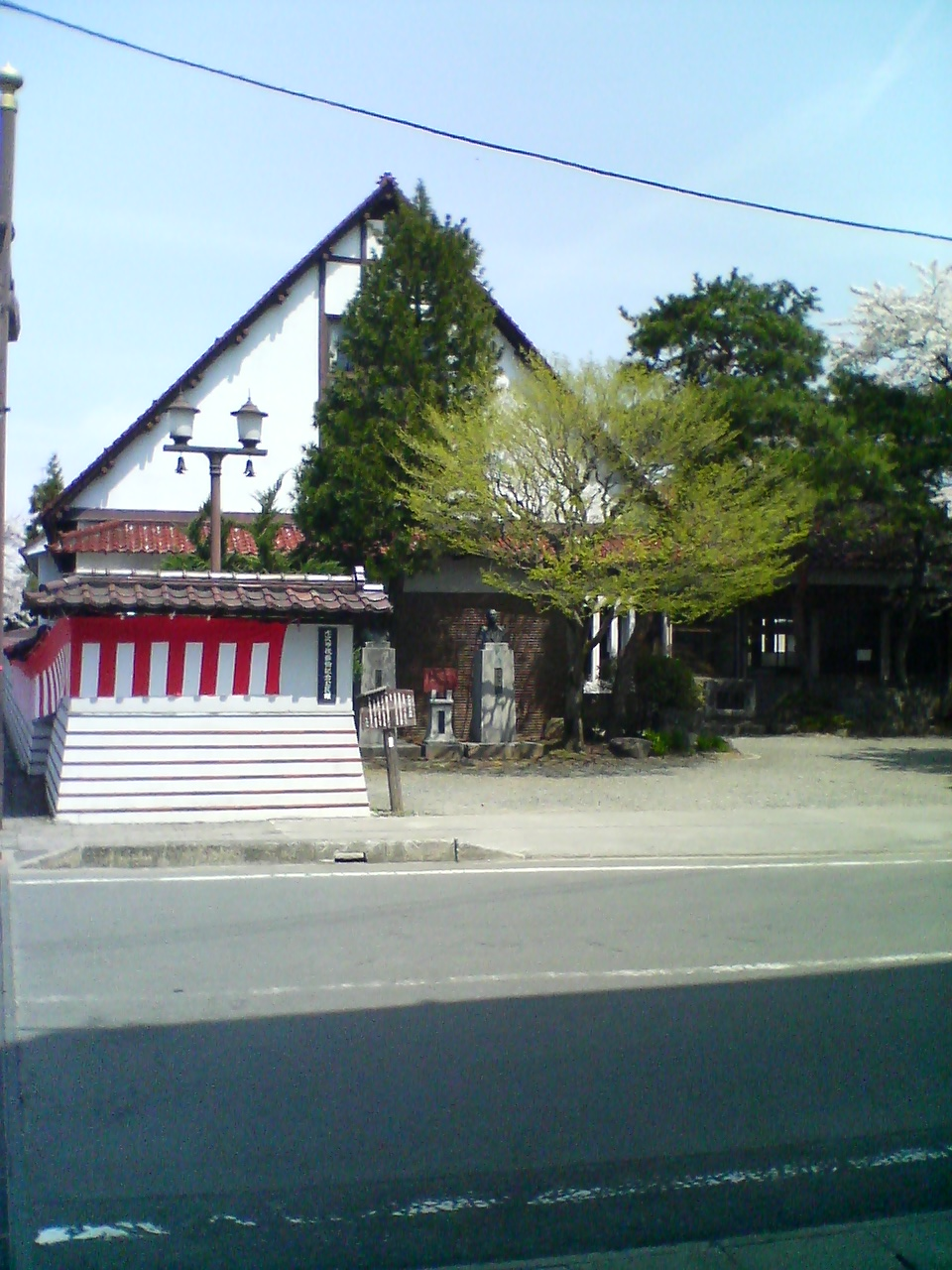
水沢公民館

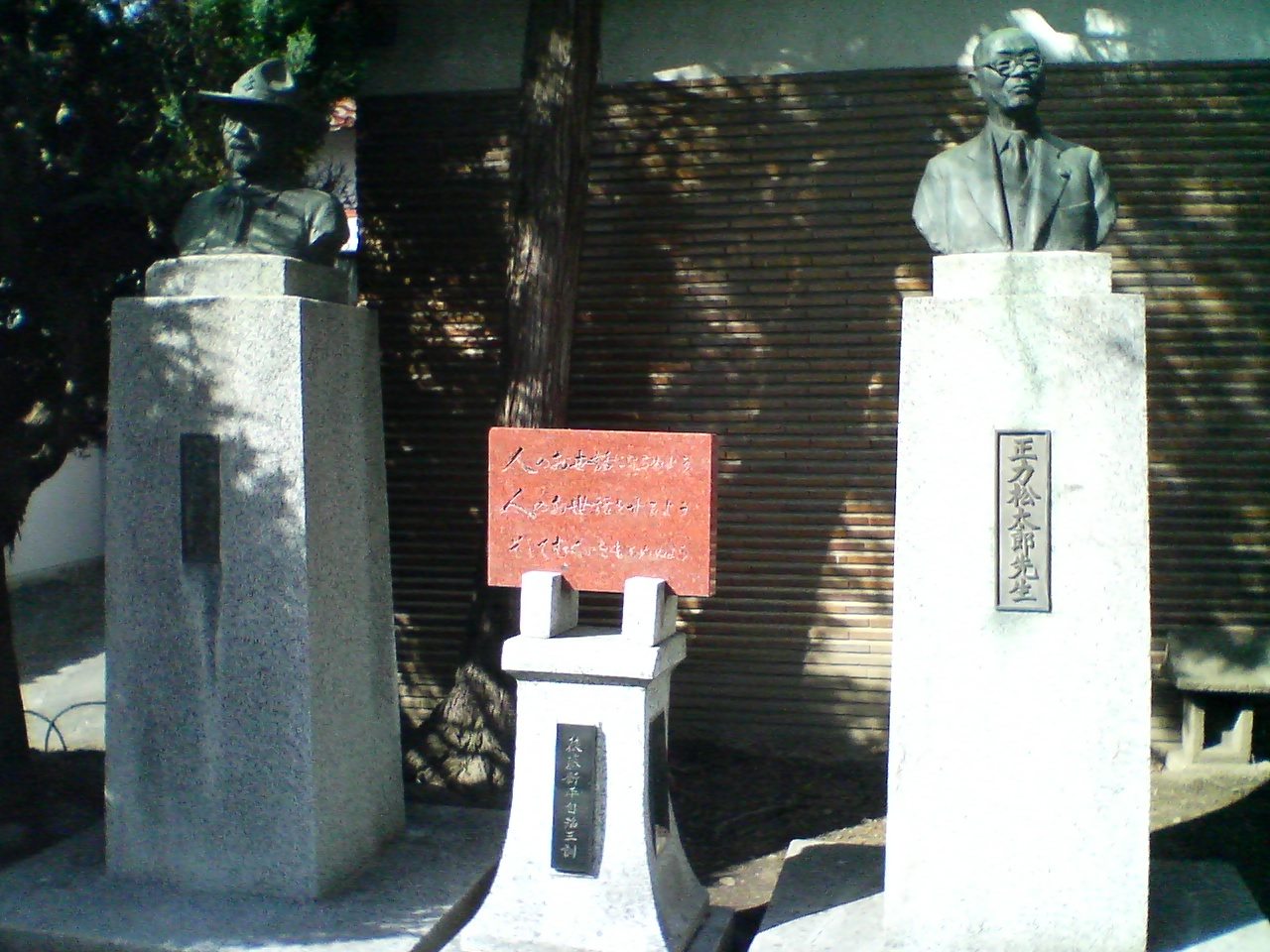
後藤伯記念公民館の敷地内にある後藤新平（写真：左）正力松太郎（写真：右）両名の胸像。

1923年（大正12年）、虎ノ門事件で失脚した正力松太郎が内務省を辞め、読売新聞の経営に乗り出した際、後藤新平が資金面で援助をした。その後、正力はその恩返しとして、後藤の故郷である岩手県水沢町（現・奥州市）に資金を寄贈した。岩手県水沢町が正力から寄贈された資金を使い、1941年（昭和16年）に建設したのが「後藤伯記念水沢公民館」、日本初の公民館である。
戦時統制の下で新たな公共施設の建設は制限されていたが、後藤新平の義理の甥の椎名悦三郎（当時商工省総務局長、旧姓後藤）が尽力し、建設に漕ぎ着けた。当初、椎名は軍部の反対を躱す為に軍国色の強い「練成道場」なる名称を提案したが、正力が反対し、最終的に椎名が考案した「公民館」の名称が採用された。
後に岩手県水沢市（現：奥州市）の新しい公民館は、2001年（平成13年）からは「後藤伯記念公民館」と改称されている。なお、同公民館の隣には「後藤新平記念館」がある。

### 社会教育法による制度化
1945年（昭和20年）に文部省（当時）において公民館構想が検討され、1946年（昭和21年）4月には公民教育指導者講習会の席上で文部省社会教育局長が「公民館構想」を公式発表した。
1946年7月5日には文部次官通牒「公民館の設置運営について」が出されたが、この作成過程で構想立案者の一人となった文部省社会教育局成人教育課長であった寺中作雄が示していた考え方が原型になっておりその名前を冠して「寺中構想」と呼ばれることも多い。

## 設置

### 条例の制定
市町村が公民館を設置しようとするときは、条例で、公民館の設置及び管理に関する事項を定めなければならない（社会教育法第24条）。
公民館の事業の運営上必要があるときは、公民館に分館を設けることができる（社会教育法第21条第3項）。
自治体内にいくつかの種類の公民館が設置されることがある。方式としては本館並立方式（中央館 - 地区館並立方式）と中央館・分館方式がある。ただし、公民館の種類に関する明確な規定はなく条例に委ねられているため、同じ名称の公民館でも自治体によって異なる位置づけになっている場合もある。
中央公民館はおおむね自治体全体を所管し、各地区の公民館に対して指導助言する機能をもち、社会教育主事や公民館主事などが専任で複数配置されていることが多い。一方、地区公民館は一般的に自治体内の各地区に設置されることが多く、市町村合併後に旧市町村の中央公民館から移行した例も多い。
また、校区公民館はおおむね小学校区を基準に設置されたものであるが、館長や主事が非常勤であることも多く、そもそも設置していない地域も多い。自治公民館を設置する自治体もあるが、自治体によって位置づけが大きく異なり、教育機能をほとんど持たず単に集会所として設置されている場合もあれば、積極的に教育事業を行っている場合もある。

### 公民館以外の呼称
より多くの人々が施設で交流を深めてもらうよう、公民館を「生涯学習センター」、「交流館」、「地域交流センター」などと言い換える設置者（市町村など）もある。改称を機に、地域の自治組織の活動拠点として住民に運営を委託するケースや、公民館と同等の機能を持ちながらも法律上の「公民館」に該当しないようにすることで営利目的での利用、企業や特定非営利活動法人による利用を解禁するケースがある。また公民館の名称を維持しつつ、住民票や税務書類の発行などの行政サービスが提供できるように「市民センター」などを併設する（という形にして公民館職員が兼務する）ケースもある。
　社会教育法に基づかない学習のための集会施設は公民館類似施設として位置づけられ、また各地には集落施設・自治会館等を公民館と称する例があり、これは自治公民館や部落公民館と名付けられている。ただし自治体によっては、「交流センター」などの名称を公民館の代替名称ではなく、公民館を含む複合施設の名称としている場合がある。

## 職員
- 館長（常勤または非常勤）[3]
- 主事（公民館主事）[3]
- 事務職員[3]
- 社会教育指導員（非常勤）[3]

## 公民館図書室
図書室が設置されている公民館も存在する。2011年（平成23年）度の社会教育調査によると、日本全国の公民館数は14,681館で、そのうち図書室を有するのは5,858館と設置率は4割程度であった。公民館図書室の数は、公共図書館の整備の進行や公民館の統廃合により減少傾向にある。公民館図書室と一口に言っても、「図書室」という専用の部屋を持たずに公民館内のオープンスペースで本を並べている施設もあれば、図書館と同様の水準で貸し出しを行っている施設もあり、公民館職員が運営するところもあれば、同一自治体内の公共図書館から職員の派遣を受けているところもあるなど、実態は公民館によって異なる。
公民館図書室は1946年（昭和21年）に文部次官が発表した「公民館の設置運営について」の中で示された、公民館の実践部隊としての「図書部」に起源を持ち、1959年（昭和34年）の「公民館の設置及び運営に関する基準」第3条で公民館に設置する施設の例として「資料の保管及びその利用に必要な施設（図書室）」と記載されたことで設置が奨励された。しかし同基準では公民館図書室の役割を規定しておらず、現場では、公民館の活動を補助するための資料の保管や貸し出しを行う施設として認識された。図書館法との関連で見れば、公民館図書室は第29条の「図書館同種施設」ということになるが、同法は図書館同種施設の役割を具体的に示していない。

### 図書館と公民館図書室の違い

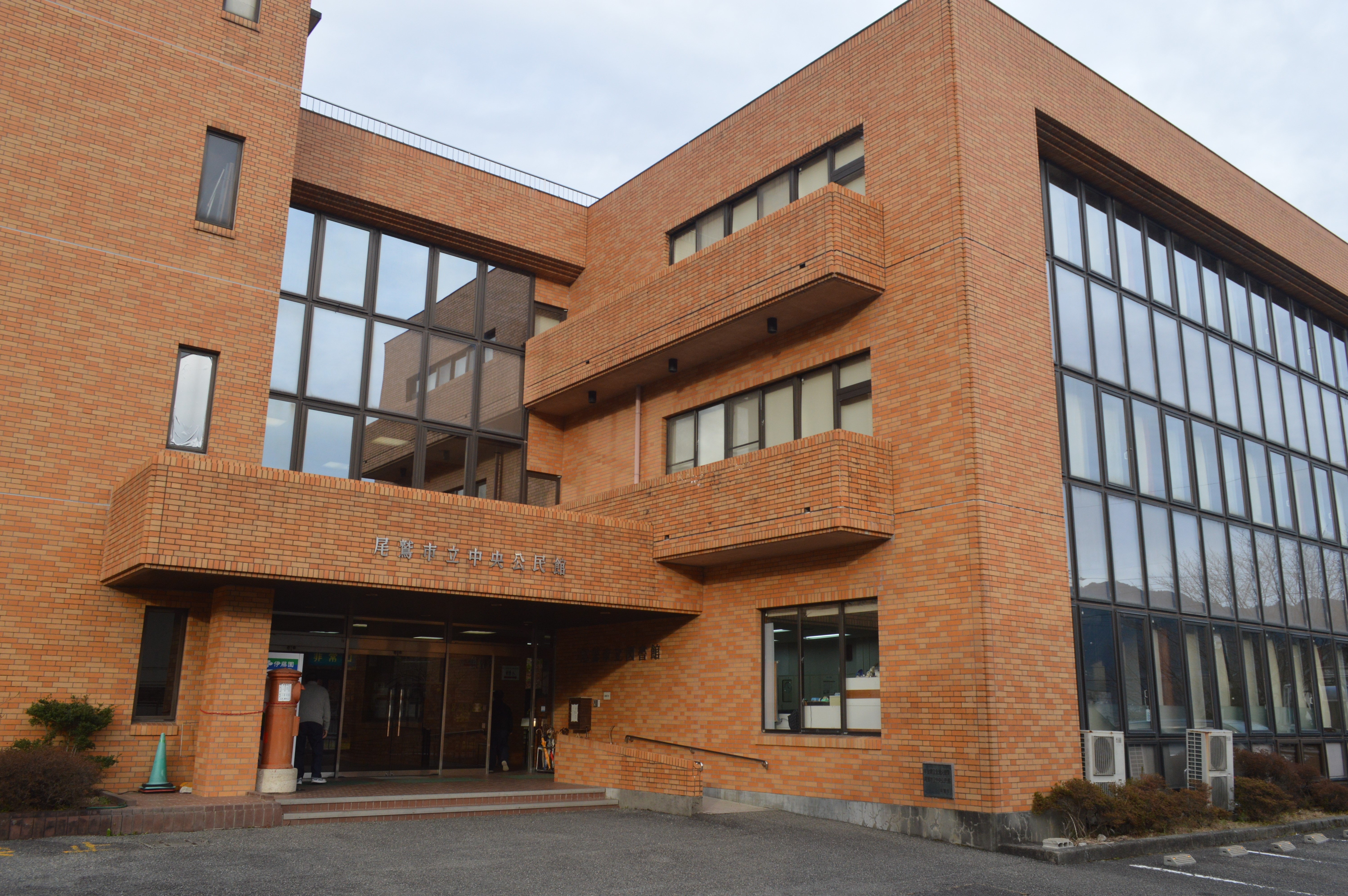
尾鷲市立中央公民館
2階に尾鷲市立図書館がある。2001年（平成13年）に中央公民館図書室から市立図書館に組織変更されたが、施設はそのままである。

図書館は図書館法で具体的に規定された施設であるが、公民館図書室は図書館法と社会教育法に挟まれたあいまいな存在である。公民館の現場では、図書の収集・貸し出しやレファレンスサービスを提供することを使命とするのが図書館、公民館の活動を補助するために図書の収集・貸し出しを行うことを使命とするのが公民館図書室と認識されてきた。平たく言えば「本と人との関係を作る」のが図書館、「本を媒介として人と人の関係を作る」のが公民館図書室となる。久繁哲之介は図書館法に基づいて「設置」されるのが図書館、社会教育法に基づいて公民館サービスの1つとして「運営」されるのが公民館図書室であるとし、業務内容や機能に大差はなく、実質的には独立した建物ないし複合施設内で中核施設となるような規模の大きいものが図書館、施設内の1室など規模の小さいものが公民館図書室である、と解説している。サービス面から言えば、公民館図書室は図書館ではないため、所蔵資料の複写サービスを提供できない一方、図書館無料の原則に縛られないので（実際に徴収するかは別として）入室料・利用カード作成料・貸出料などを徴収することができる、という違いがある。
公民館図書室の起源である「公民館の設置運営について」で示された図書部の精神に則るのであれば、人間形成と地域づくりに資するために図書の収集・貸し出しを行うことが公民館図書室の役割であるので図書館とは大差ないと言え、公民館活動のための図書だけを収集・貸し出しすることは当初の精神からずれることになる。実際、図書館の代替施設ないし図書館ネットワークのサービスポイントとして機能する公民館図書室は多く、小規模な自治体では将来的に公共図書館へ発展することが期待されていることも多い。また公民館図書室でありながら、各都道府県の図書館協会に加盟する公民館図書室も存在し、秋田県立図書館のように公民館図書室の積極的な支援を打ち出している図書館もある。
一般市民にとって、図書館と公民館図書室の違いはよく分からないもので、公民館図書室は公共図書館ができるまでの代替施設、ないし「未熟な公共図書館」として受け止められることが多い。すなわち狭い、暗い、蔵書が少ない、蔵書が古いというハード面の問題とレファレンス非対応、専任職員の不在ないし短期間の交代、利用手続きの煩雑性というソフト面の問題を抱えた施設と見なされてきたのである。公民館の現場でも図書の収集・貸し出し・整理など手間がかかる「お荷物施設」と見なされ、十分に活用されていない場合は単なる「お飾り」になっている。そのため公共図書館が開館すると同時に閉鎖される公民館図書室も多い。他方で、住民が図書館と公民館図書室の役割の違いを認識し積極的に公民館図書室が存置される事例や、複数の小規模な公民館図書室を1つの大規模な図書館へ統合しようとするも住民の反対で消極的に公民館図書室が存置される事例もある。
平成の大合併では公民館図書室から図書館に組織変更する事例（綾歌町公民館図書室→丸亀市立綾歌図書館など）や公民館図書室を既存の図書館の分館に変更する事例（伊賀市上野図書館の分館など）が多く見られた。

## 公民館をめぐる出来事
- 1965年（昭和40年）8月6日 - 鹿児島県川内市で公民館が倒壊して3人が死亡。当日は昭和40年台風第15号が接近しており、自主避難していた住民が巻き込まれたもの[38]。
- 2024年（令和6年） - 広島県府中市では、公民館内における飲酒を禁止した。生涯学習の場にふさわしくないとする理由[39]。

## ギャラリー

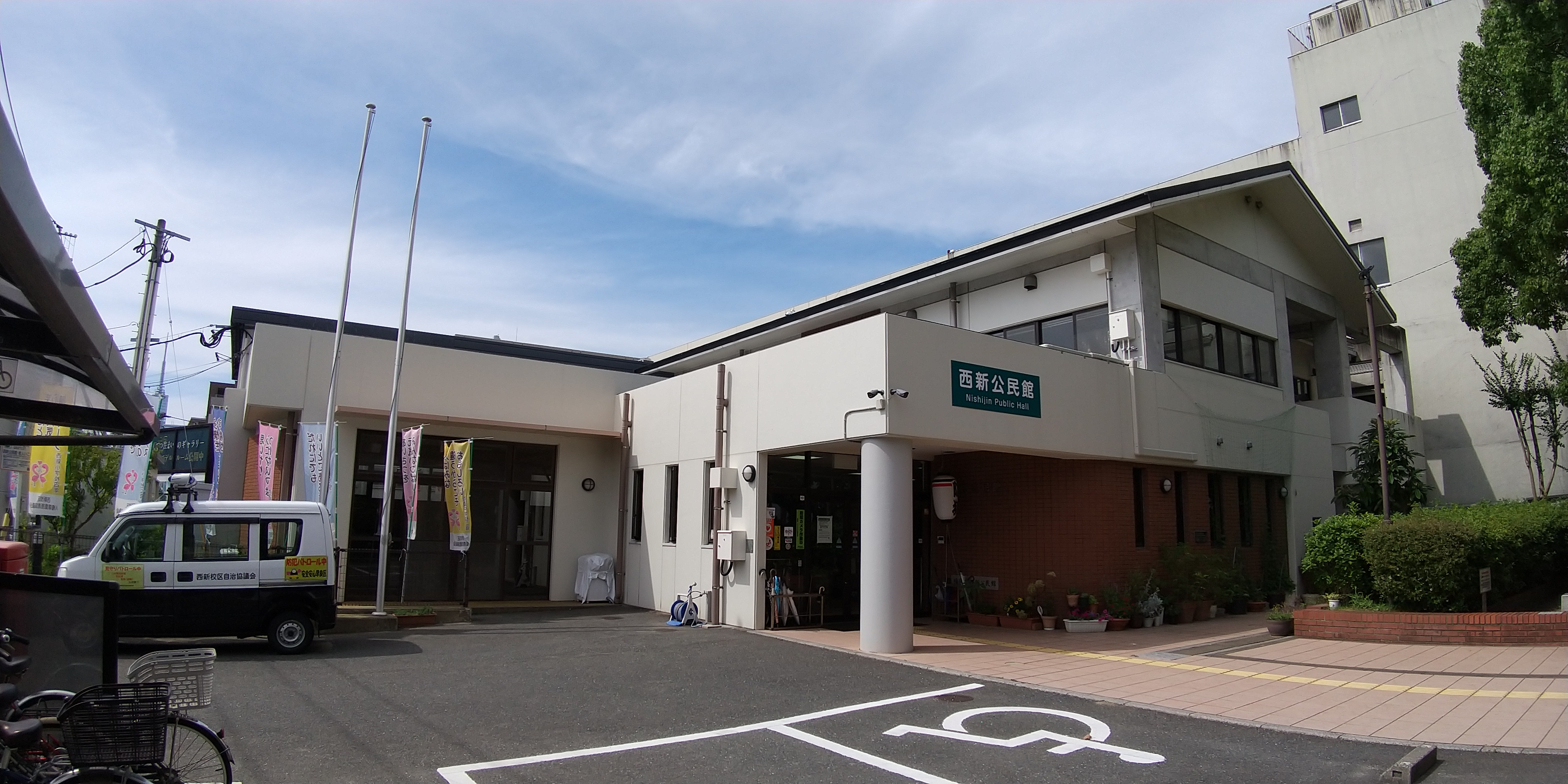
福岡市の西新公民館
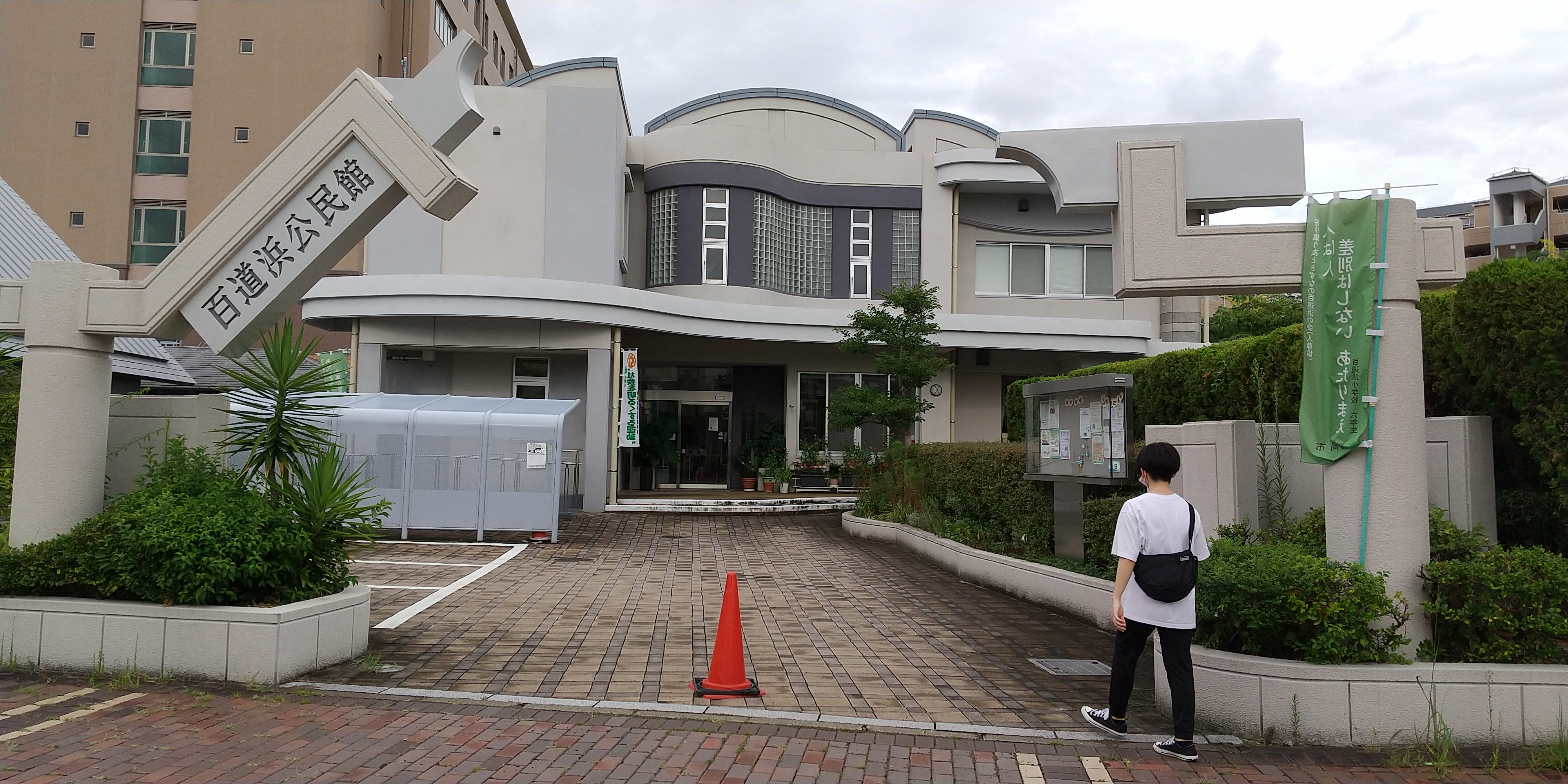
福岡市早良区百道浜にある百道浜公民館
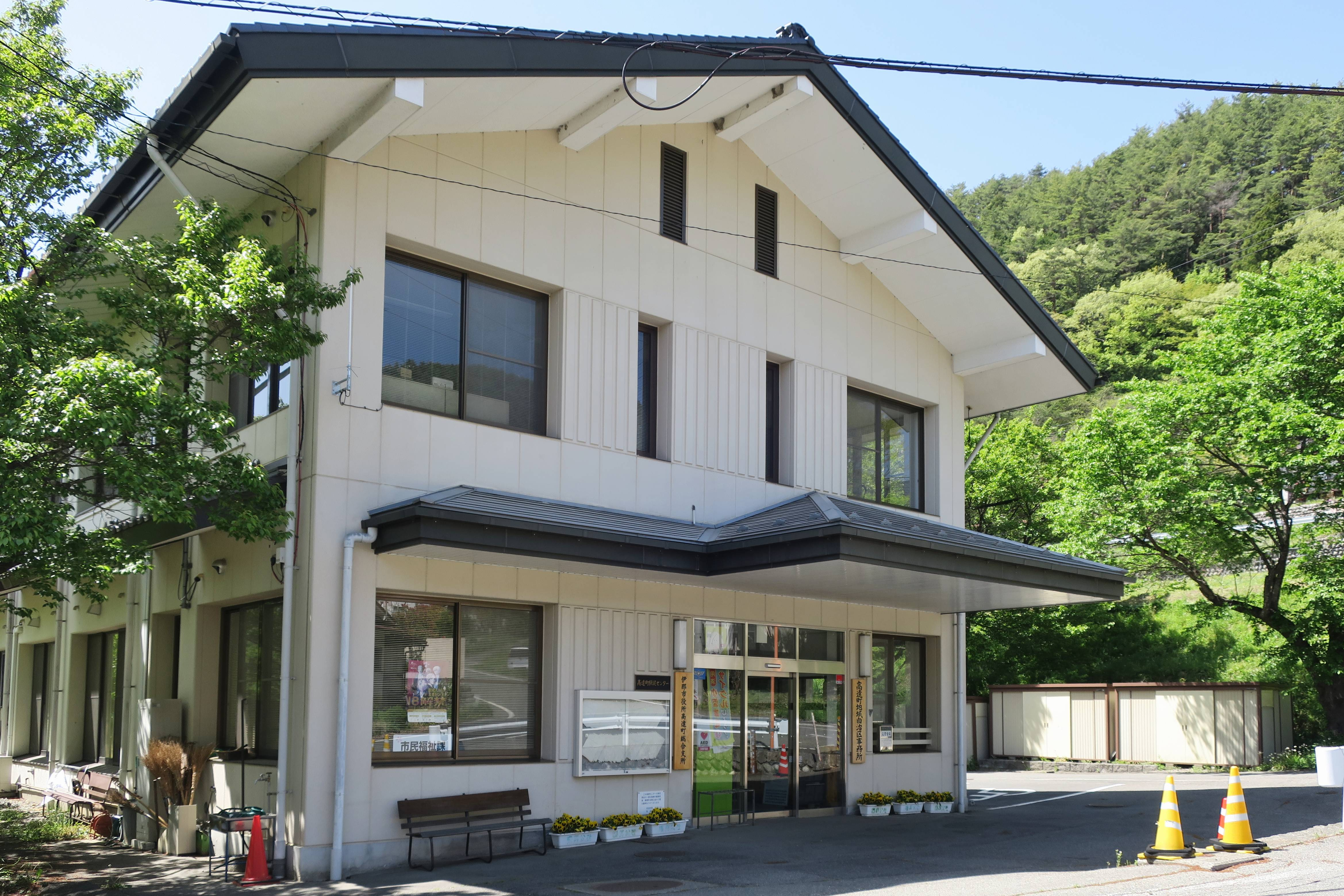
長野県伊那市高遠町西高遠にある高遠町公民館
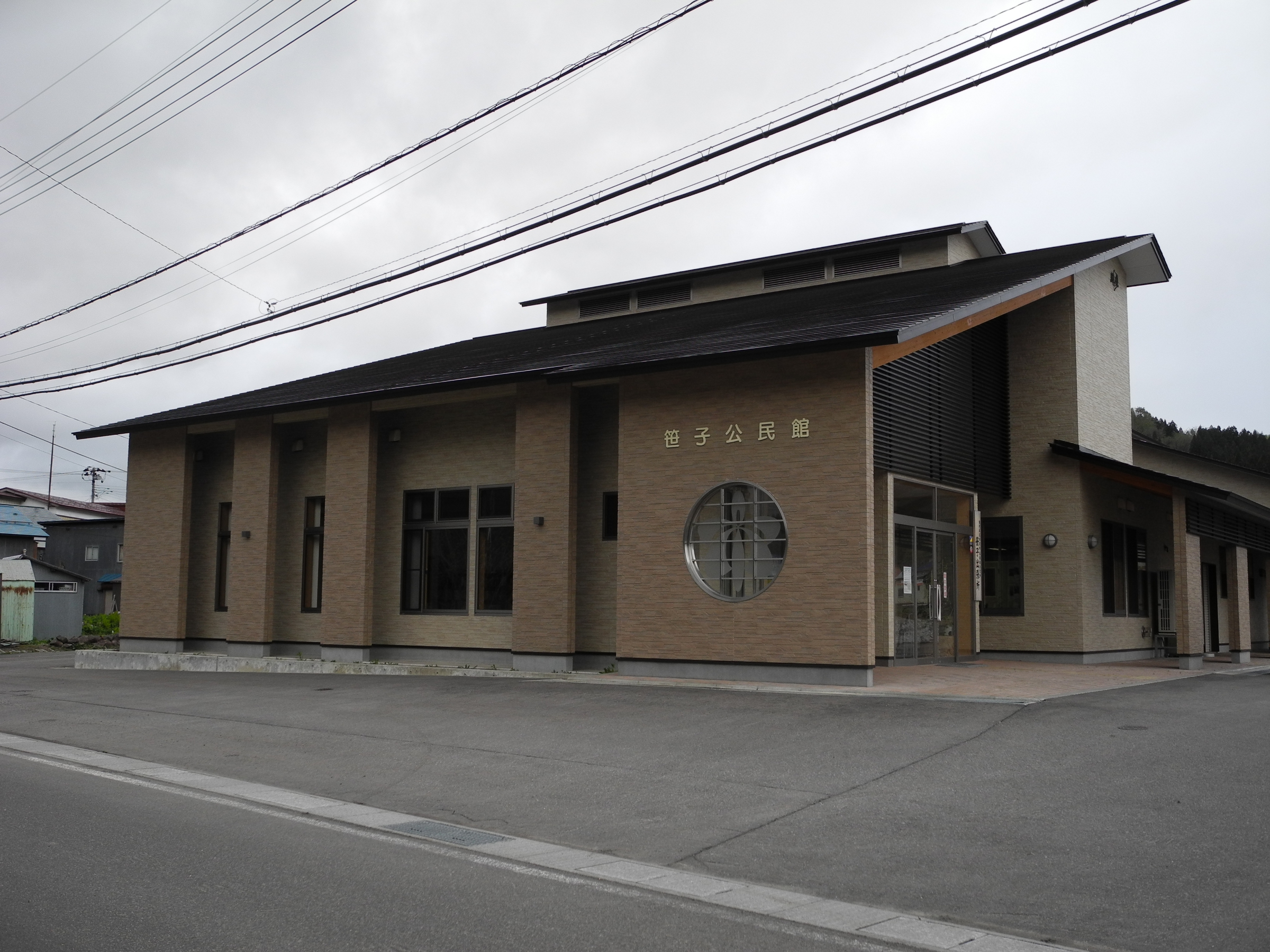
秋田県由利本荘市鳥海町上笹子にある笹子公民館
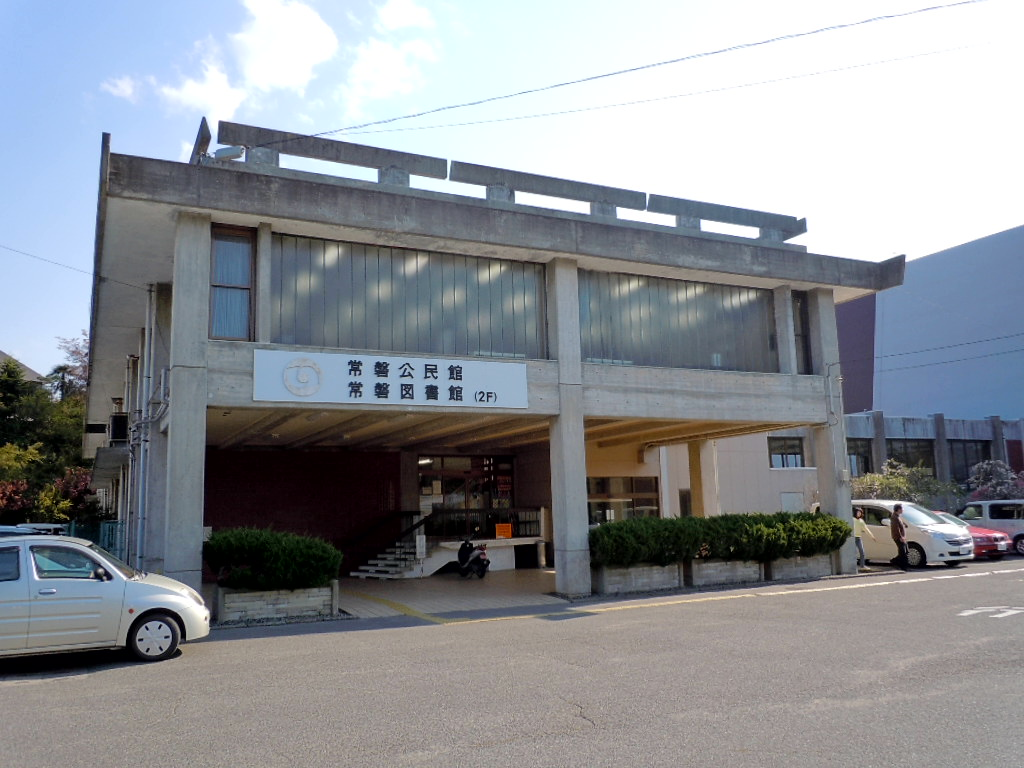
（図書館併設型）福島県・いわき市立常磐公民館/図書館
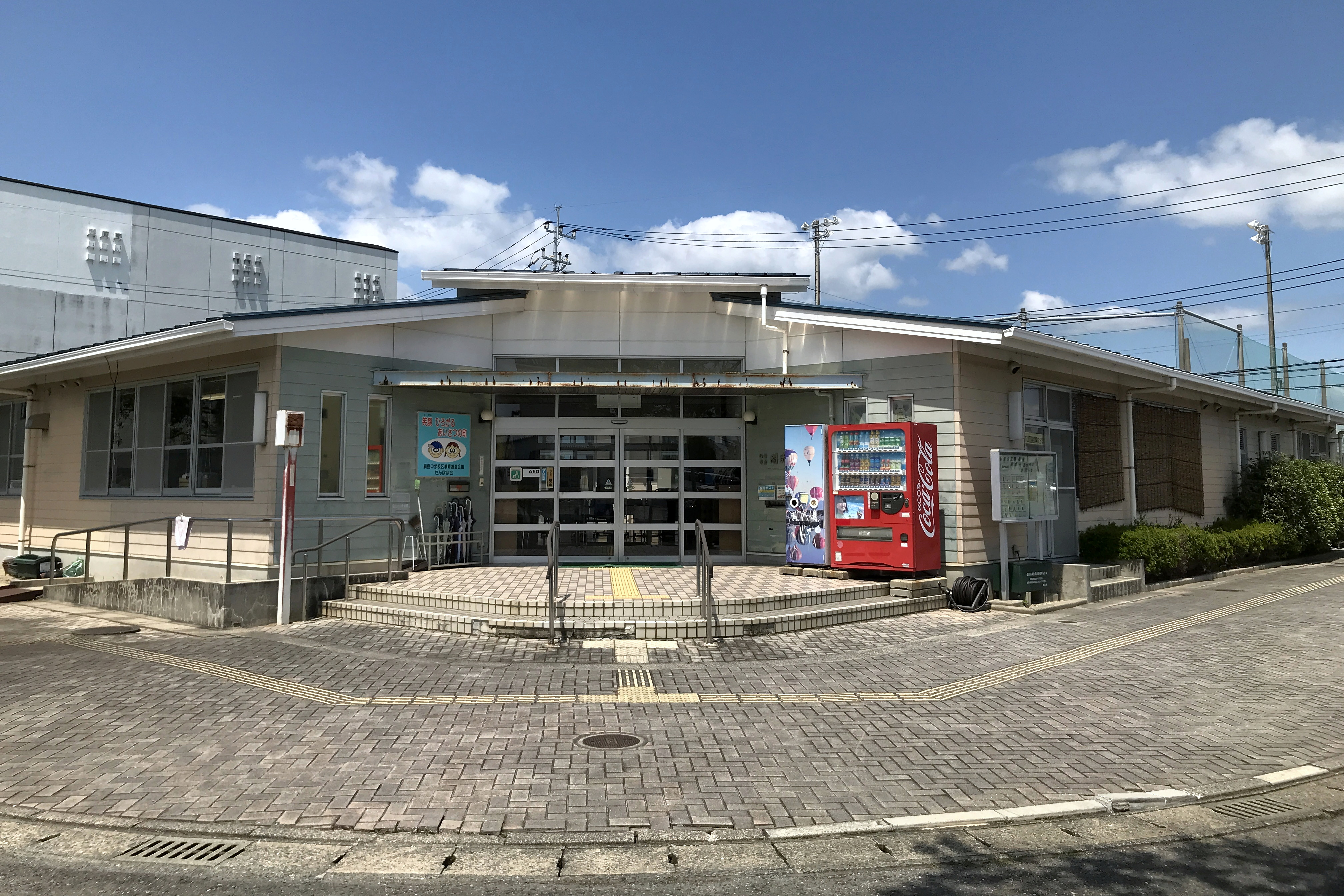
（市立図書館が同じ建物に入っている例）佐賀市鍋島町森田にある佐賀市立開成公民館。佐賀市立図書館開成分室があり、本館建設に先行して1993年に開設された経緯がある。
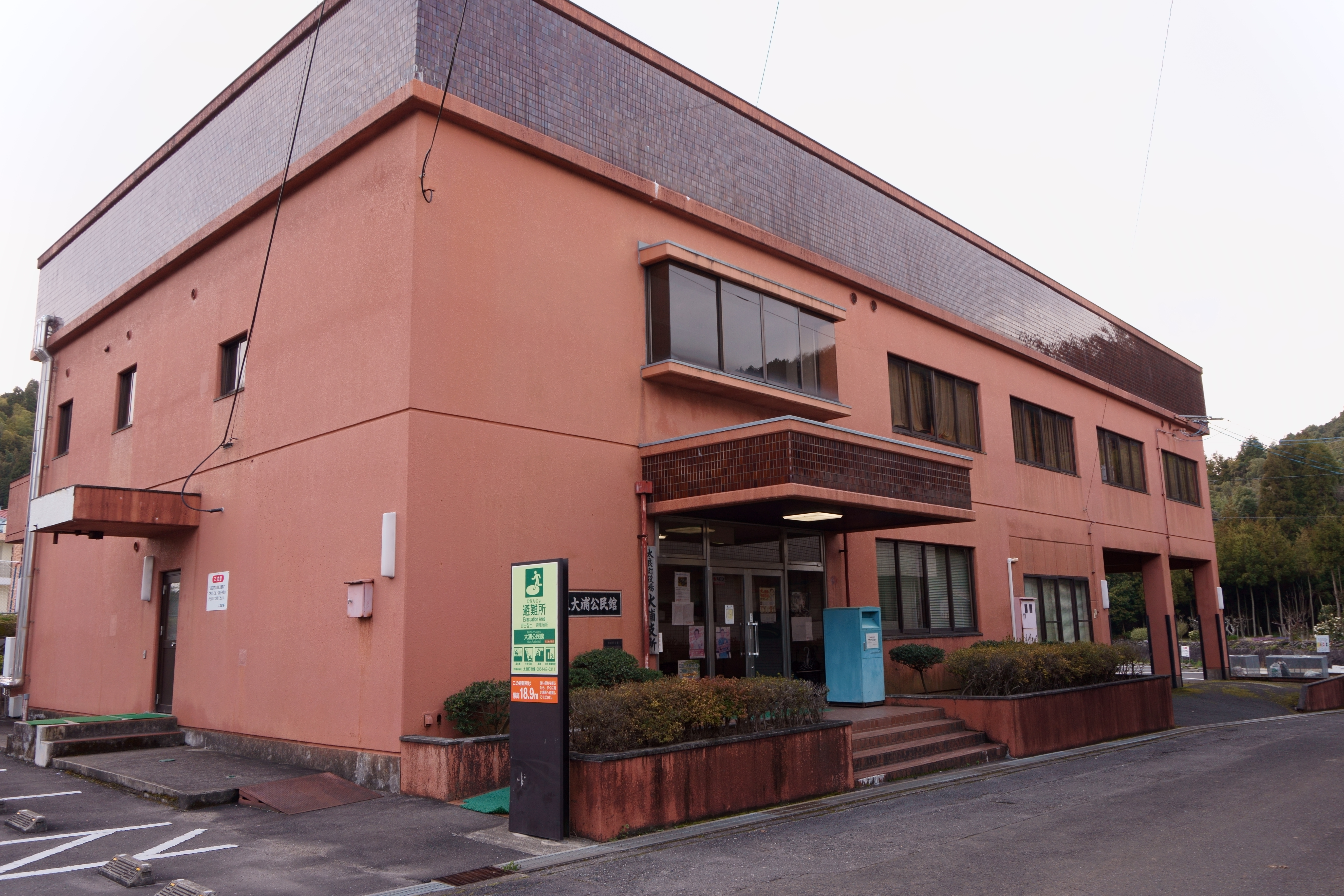
（役所支所併設型）佐賀県太良町大浦丁にある太良町立大浦公民館。太良町役場大浦支所を併設。
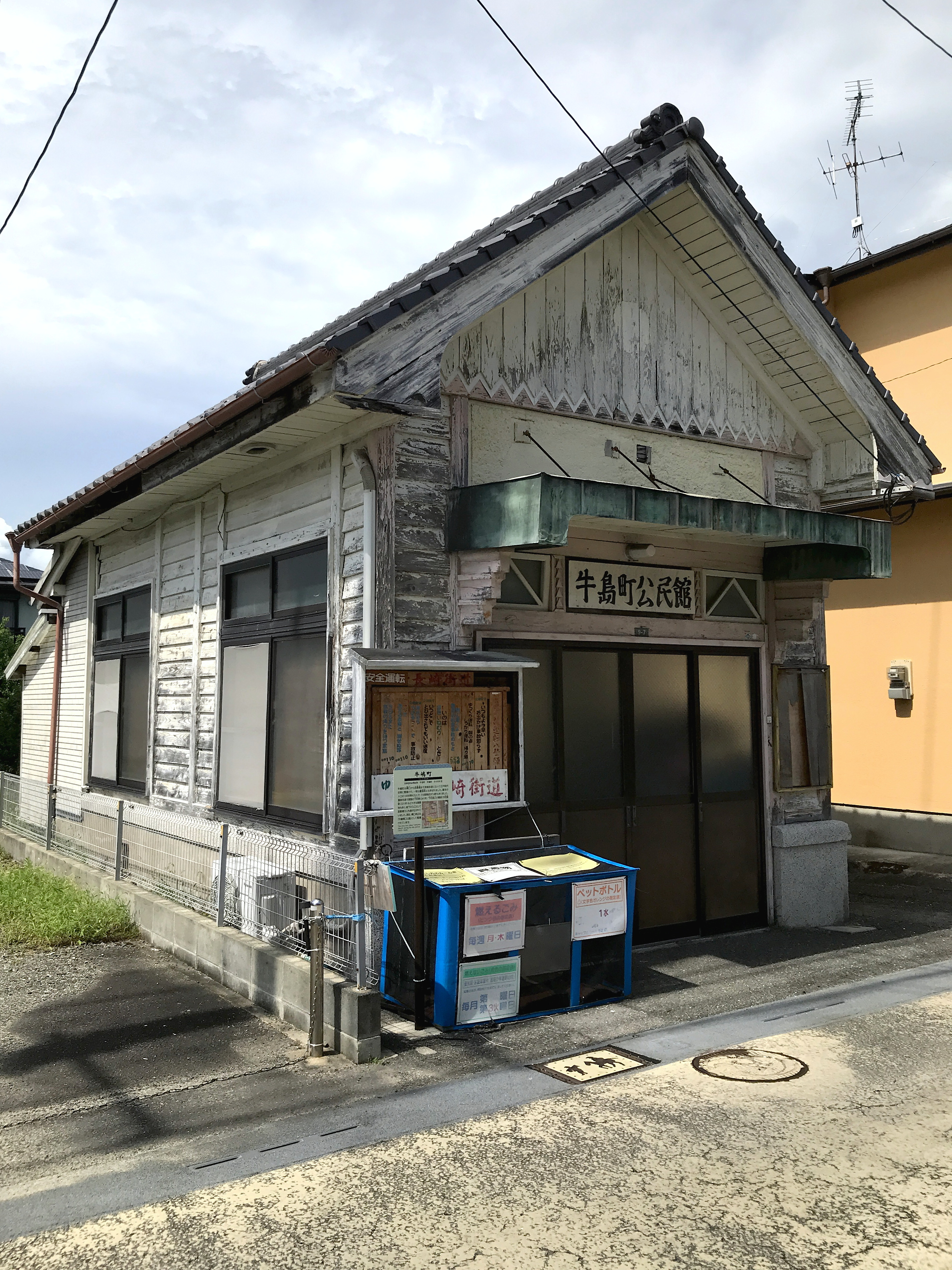
佐賀県佐賀市東佐賀町にある牛島町公民館
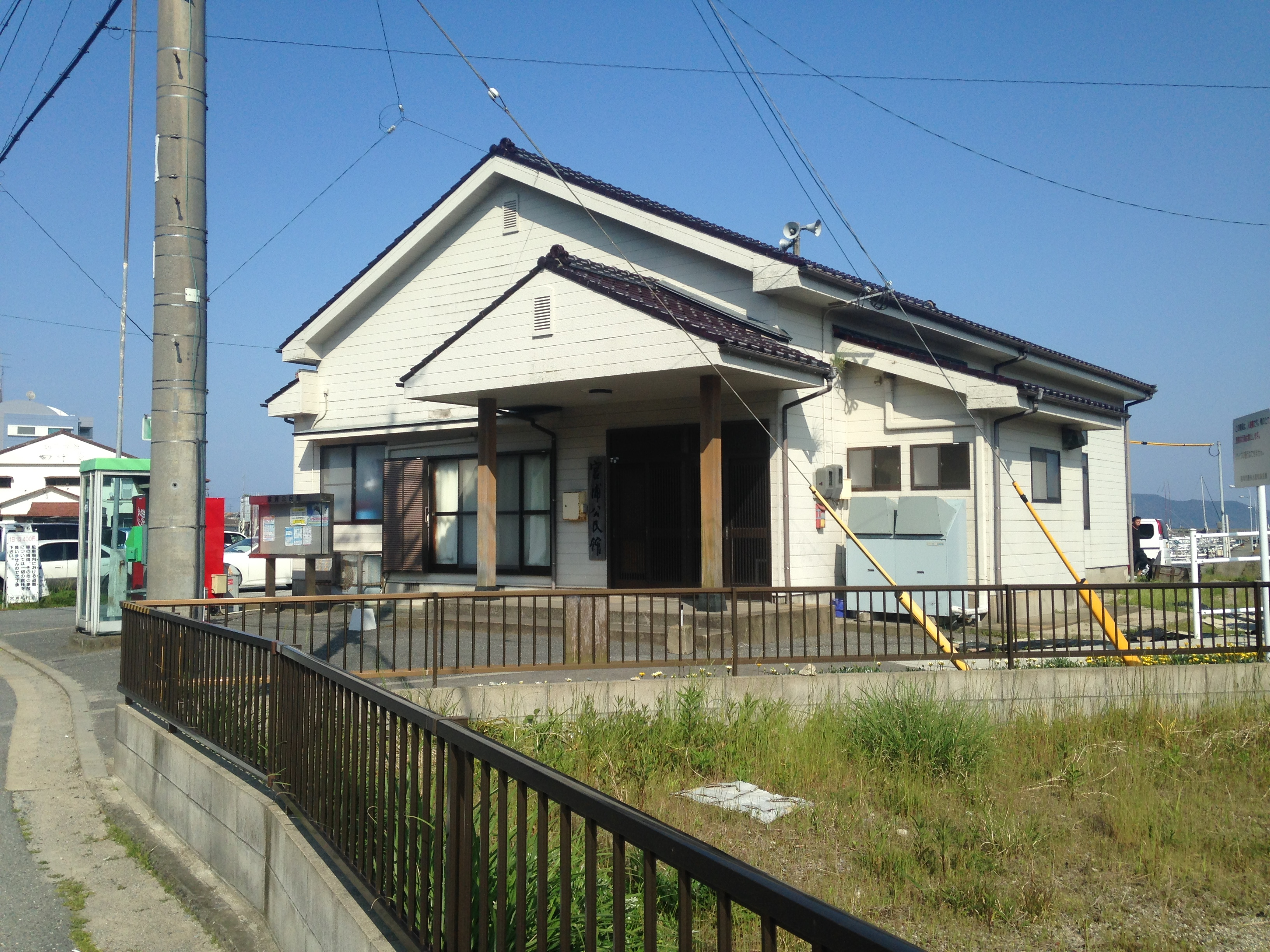
福岡市西区宮浦にある宮浦公民館